# Équipe d'Irlande de Fed Cup
L'équipe d'Irlande de Fed Cup est l’équipe qui représente l’Irlande lors de la compétition de tennis féminin par équipe nationale appelée Fed Cup (ou « Coupe de la Fédération » entre 1963 et 1994).
Elle est constituée d'une sélection des meilleures joueuses de tennis irlandaises du moment sous l’égide de la Fédération irlandaise de tennis.

## Résultats par année

### 1964 - 1969
- 1964 (5 tours, 20 équipes) : pour sa première participation, après un « bye » au 1er tour, l’Irlande s'incline au 2e tour contre les États-Unis.
- 1965 - 1966 - 1967 - 1968 - 1969 : l’Irlande ne participe pas à ces éditions.

### 1970 - 1979
- 1970 - 1971 : l’Irlande ne participe pas à ces éditions.
- 1972 (5 tours, 31 équipes) : après une victoire au 1er tour contre le Danemark, l’Irlande s'incline au 2e tour contre l’Allemagne de l'Ouest.
- 1973 (5 tours, 30 équipes) : l’Irlande s'incline au 1er tour contre le Japon.
- 1974 (5 tours, 29 équipes) : l’Irlande s'incline au 1er tour contre la Grande-Bretagne.
- 1975 (5 tours, 31 équipes) : l’Irlande s'incline au 1er tour contre la Tchécoslovaquie.
- 1976 : l’Irlande ne participe pas à cette édition organisée à Philadelphie.
- 1977 (5 tours, 32 équipes) : l’Irlande s'incline au 1er tour contre le Canada.
- 1978 (5 tours, 32 équipes) : l’Irlande s'incline au 1er tour contre la Suisse.
- 1979 (5 tours, 32 équipes) : l’Irlande s'incline au 1er tour contre la Belgique.

### 1980 - 1989
- 1980 (5 tours, 32 équipes) : l’Irlande s'incline au 1er tour contre la Roumanie.
- 1981 (5 tours, 32 équipes) : l’Irlande s'incline au 1er tour contre le Brésil.
- 1982 : l’Irlande ne participe pas à cette édition organisée à Santa Clara.
- 1983 (qualifications + 5 tours, 39 équipes) : l’Irlande s'incline en qualifications contre le Mexique.
- 1984 : l’Irlande ne participe pas à cette édition organisée à São Paulo.
- 1985 (qualifications + 5 tours, 38 équipes) : après une victoire en qualifications contre la Thaïlande, l’Irlande s'incline au 1er tour contre la Yougoslavie.
- 1986 (qualifications + 5 tours, 42 équipes) : l’Irlande s'incline en qualifications contre la Roumanie.
- 1987 (qualifications + 5 tours, 42 équipes) : après une victoire en qualifications contre  Taïwan, l’Irlande s'incline au 1er tour contre l’Indonésie.
- 1988 (qualifications + 5 tours, 36 équipes) : l’Irlande s'incline en qualifications contre la Corée du Sud.
- 1989 (qualifications + 5 tours, 40 équipes) : l’Irlande s'incline en qualifications contre les Philippines.

### 1990 - 1999
- 1990 (qualifications + 5 tours, 44 équipes) : l’Irlande s'incline en qualifications contre  Israël.
- 1991 (qualifications + 5 tours + barrages, 56 équipes) : l’Irlande s'incline au 1er tour des qualifications contre la Grèce.
- 1992 - 1993 - 1994 : l’Irlande ne participe pas à ces éditions.

La compétition change de format à compter de 1995 : la Coupe de la Fédération devient Fed Cup.
- 1995 - 1996 - 1997 - 1998 - 1999 : l’Irlande concourt dans les compétitions par zones géographiques.

### 2000 - 2009
- 2000 - 2001 - 2002 - 2003 - 2004 - 2005 - 2006 - 2007 - 2008 - 2009 : l’Irlande concourt dans les compétitions par zones géographiques.

### 2010 - 2015
- 2010 - 2011 - 2012 - 2013 - 2014 - 2015 : l’Irlande concourt dans les compétitions par zones géographiques.

## Bilan de l'équipe
Résultats des confrontations entre l’Irlande et ses adversaires les plus fréquents (3 rencontres minimum dans les groupes mondiaux).
| # | Adversaires | Rencontres | Victoires | Défaites | % victoires |
| - | ----------- | ---------- | --------- | -------- | ----------- |

## Bilan des joueuses les plus sélectionnées
Ce bilan est calculé sur la base des rencontres officielles des groupes mondiaux et barrages I et II. Les rencontres des tableaux dits de « consolation » et celles par « zones géographiques » ne sont pas prises en compte. Les joueuses comptant moins de 5 sélections ne sont pas reprises dans le tableau.
| # | Joueuses             | De   | à    | Sélections | Matchs | Victoires | Défaites | % victoires |
| - | -------------------- | ---- | ---- | ---------- | ------ | --------- | -------- | ----------- |
| 1 | Geraldine Barniville | 1964 | 1977 | 7          | 13     | 2         | 11       | 15 %        |
| 2 | Helen Lennon         | 1974 | 1980 | 6          | 11     | 0         | 11       | 0 %         |
| 3 | Jennifer Thornton    | 1985 | 1990 | 6          | 7      | 2         | 5        | 29 %        |
| 4 | Lesley O'halloran    | 1986 | 1990 | 6          | 7      | 3         | 4        | 43 %        |
| 5 | Siobhan Nicholson    | 1983 | 1991 | 8          | 13     | 6         | 7        | 46 %        |